# Завали (Мазовецьке воєводство)
Завали (пол. Zawały) — село в Польщі, у гміні Жечнюв Ліпського повіту Мазовецького воєводства.
Населення — 51 особа (2011).
У 1975-1998 роках село належало до Радомського воєводства.

## Демографія
Демографічна структура станом на 31 березня 2011 року:
|          | Загалом | Допрацездатний вік | Працездатний вік | Постпрацездатний вік |
| -------- | ------- | ------------------ | ---------------- | -------------------- |
| Чоловіки | 26      | 4                  | 18               | 4                    |
| Жінки    | 25      | 5                  | 13               | 7                    |
| Разом    | 51      | 9                  | 31               | 11                   |